# PowerBook G4
PowerBook G4 – seria komputerów przenośnych PowerBook produkowana przez Apple Computer w latach 2001–2006 w dwóch grupach – pierwszą była Titanium (produkowana w latach 2001–2003), a drugą Aluminium (2003–2006). Następcą jest MacBook Pro oparty już na procesorach Intel.

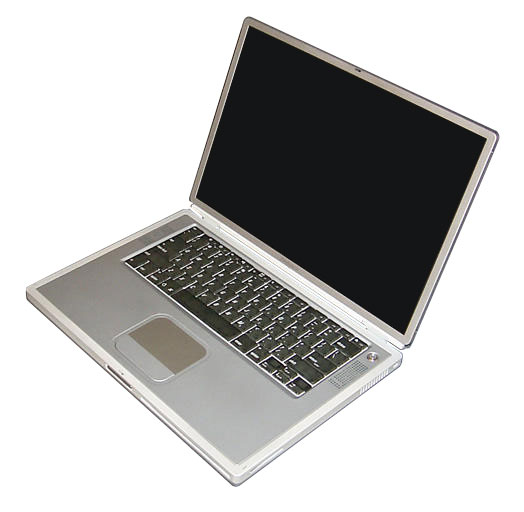
Titanium
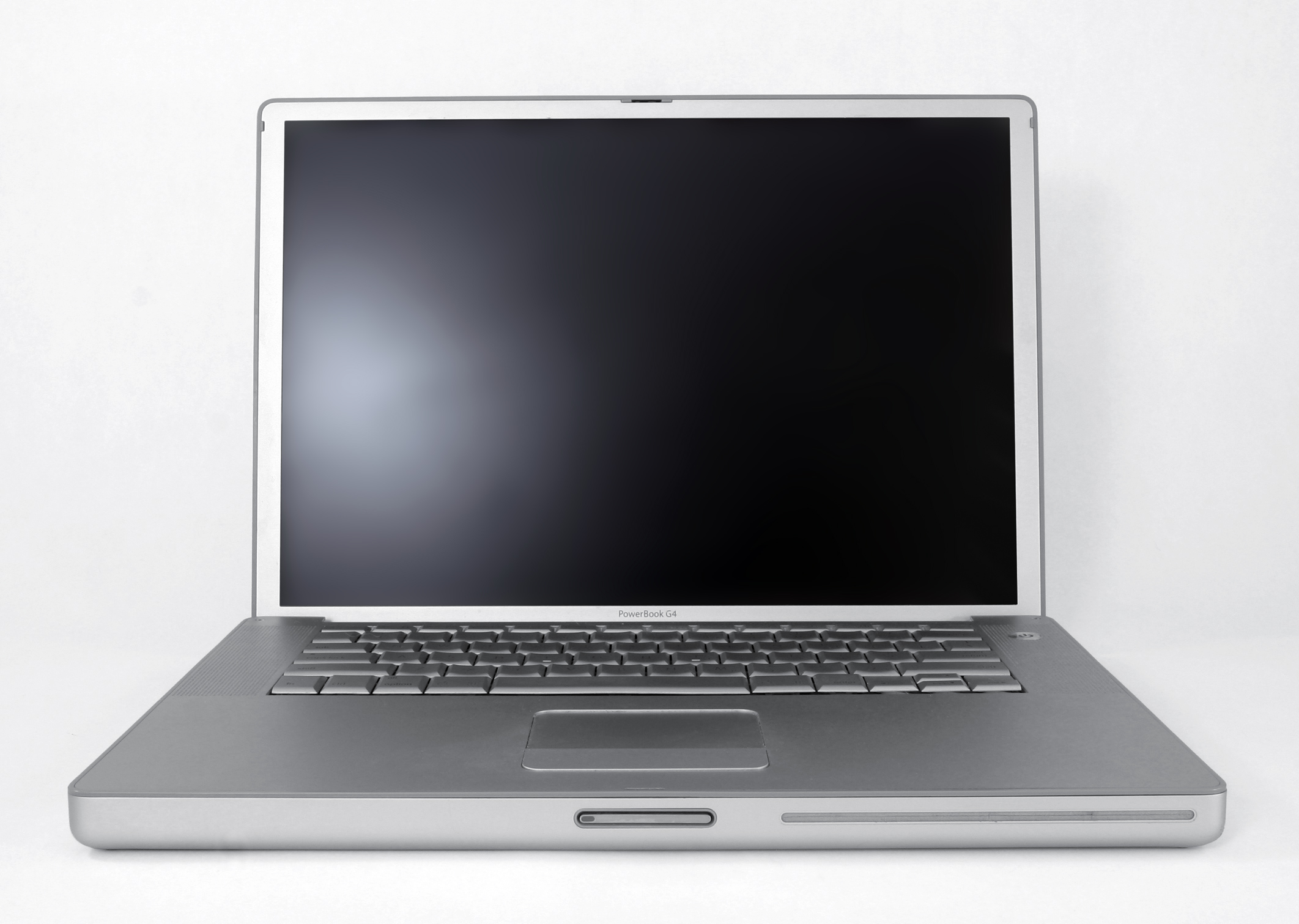
Aluminium